# مواد کامپوزیت سلولی مونتاژشده برگشت‌پذیر
مواد کامپوزیت سلولی مونتاژشده برگشت‌پذیر (RCCM)، شبکه‌های سه بعدی ساختارهای مدولار هستند که می‌توانند تا حدی از هم باز شوند تا امکان تعمیرات یا سایر تغییرات، فراهم شود. هر سلول، دارای مواد ساختاری و یک قفل برگشت‌پذیر است که به شبکه‌هایی با اندازه و شکل دلخواه اجازه می‌دهد. RCCM تقارن سه بعدی ناشی شده از هندسه را نشان می‌دهد که در پیوست داده شده‌است.
ساختار گسستهٔ کامپوزیت‌های سلولی مونتاژشدهٔ برگشت‌پذیر درجه آزادی جدیدی را معرفی می‌کند که ویژگی‌های عملکردی سراسری را از قرارگیری محلی اجزای ناهمگن، تعیین می‌کند. به این دلیل که تک تک قطعات واقعاً اجزای محدودی هستند، تجزیهٔ مرتبه ای، انواع قطعات و ترکیب آنها را در یک ساختار توصیف می‌کند.
RCCM، به عنوان یک ماده «دیجیتال» می‌تواند مشاهده شود که در آن قطعات گسسته با مجموعه ای گسسته از موقعیت‌ها و جهت‌گیری‌های نسبی، به هم مرتبط هستند.
یک اسمبلر می‌تواند آن‌ها را فقط با استفاده از اطلاعات محلی در جای خود قرار دهد. خطاهای قرارگیری را می‌توان با معکوس کردن مونتاژ، تعیین و ترمیم کرد. این مواد، اندازه و استحکام کامپوزیت‌ها را با چگالی کم مواد سلولی و راحتی در ساخت مواد افزودنی، ترکیب می‌کنند.

## تاریخچه
RCCM در سال ۲۰۱۳ توسط محققان مرکز MIT، برای بیت‌ها و اتم‌ها معرفی شد.

## رفتار

### قابلیت ارتجاعی
شبکه‌های RCCM به عنوان یک جامد الاستیک هم در کشش و هم در فشار عمل می‌کنند. آن‌ها هم یک رژیم خطی و هم یک حالت تغییر شکل فوق الاستیک غیرخطی را ارائه می‌کنند، مدولی که مرتبه‌ای بزرگ‌تر از یک ماده فوق‌سبک است (۱۲٫۳ مگا پاسکال با چگالی ۷٫۲ میلی‌گرم بر سانتی‌متر مکعب). خواص عمده از اندازه‌گیری اجزا و حالت‌های تغییر شکل تعیین شده توسط گذاشتن انواع قطعه، می‌توانند پیش‌بینی شوند. مکان‌های قرارگیری به صورت محلی محدود شده‌اند و ساختارهایی را به وجود می‌آورند که ویژگی‌های مطلوب کامپوزیت‌های فیبر کربن، مواد سلولی و تولید مواد افزودنی را ادغام می‌کنند.
رفتار الاستیک غیرخطی، از یک ناپایداری الاستیک چند محوری شبکه، و یک کمانش الاستیک هماهنگ پیچیده از اعضای تیر ناشی می‌شود. هندسه حاصل، شبیه اعوجاج جان_تلر از یک مجموعه هشت وجهی با توجه به جهت‌گیری مراکز آن است. چین‌خوردگی یا تاخوردگی الاستیک می‌تواند در سه بعد اتفاق بیوفتد، احتمالاً یک پاسخ تنش پیچشی نامتقارن هماهنگ یا تغییر شکل پلاستیک.

### شکست
بر خلاف کامپوزیت‌های معمولی که معمولاً به‌طور فاجعه آمیزی از کار می‌افتند، RCCM به دلیل فاز تغییر شکل غیر خطی و تعدد اتصالات و پیوندها، به‌طور تدریجی از کار می‌افتد. این نتایج، شبیه‌سازی‌های اجزای محدود را با مدل‌های بدنه سخت مشبک‌شده مطابقت داد. علاوه بر همگرایی با حالت کمانش هماهنگ مشاهده شده، این شبیه‌سازی‌ها به‌طور دقیق، مقیاس مقاومت نسبی مشاهده‌شده در آزمایش‌های محک بار را پیش‌بینی می‌کنند.
این نتایج با مشاهداتی مطابقت دارد که مواد شبکه سلول باز از طریق شکست خمشی ریزساختاری با ∝ σmax شکست می‌خورند. شبیه‌سازی‌ها همچنین نشان می‌دهند که پدیده کمانش هماهنگ، مانند اندازه‌گیری‌های مدول‌ها، تحت سلطهٔ جلوه‌های لبه نیست. با حداقل تأثیر بر نتایج کلی فراتر از طول مشخصهٔ چند واحد بیش از حد.
تغییر موقعیت بیشتر و کمتر عناصر صلب می‌تواند باعث تراکم محوری خالص، کمانش ساده اویلر یک طرفه، و کمانش پیچیده شود.

### مقیاس بندی
کامپوزیت‌های سلولی، شبکه‌های تحت سلطهٔ کشش را تا رژیم فوق سبک (پایینتر از ده میلی‌گرم بر سانتی‌متر مکعب) گسترش می‌دهند. عملکرد به‌طور مثبت به سختی چارچوب شبکه، اتصال گره، باریکی اعضای تیر و مقیاس بندی هزینه چگالی اتصالات مکانیکی وابسته است.
کامپوزیت‌های الیاف معمولی هسته‌های خرپایی و قاب‌های سازه ای را با مونتاژ پیوندی زیرسازه‌ها یا سیم پیچی الیاف پیوسته می‌سازند. نمونه‌هایی از چنین هسته‌های خرپایی با تقارن هندسی دو بعدی و مقیاس‌گذاری مدول‌های خاص تقریباً ایده‌آل اما بسیار ناهمسان گرد گزارش شده‌اند.

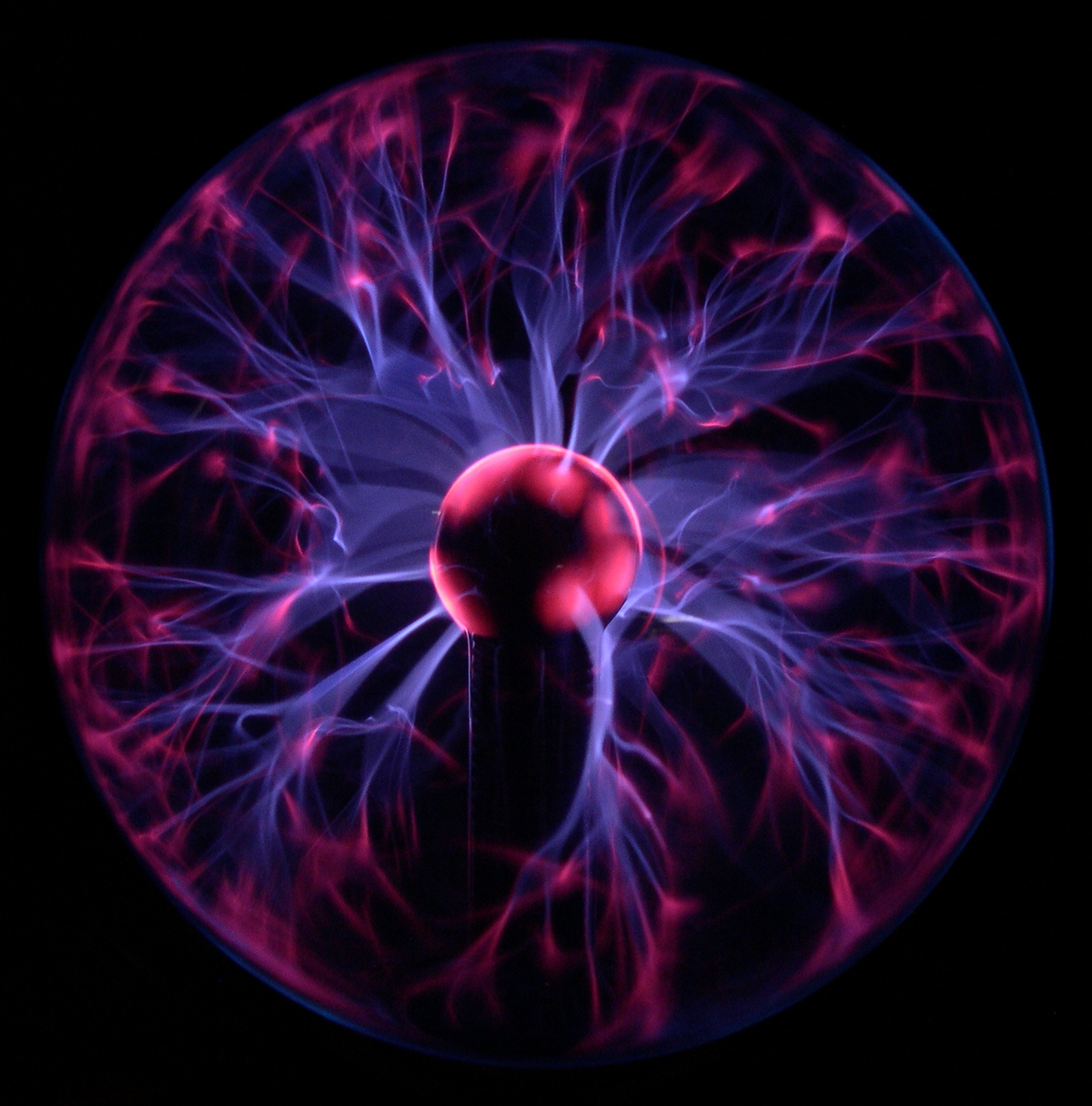
یک لامپ پلاسمایی که نشانگر سرشت ناهمسانگرد پلاسما است. در این مورد پدیده رشته‌ای شدن رخ داده‌است.

مواد شبکهٔ سلول باز سه بعدی، در سیستم‌های طبیعی و مهندسی شده یافت می‌شوند که مقیاس‌های طولی زیادی را شامل می‌شوند. خاصیت‌های مکانیکی آن‌ها، با توجه به هندسه با چگالی نسبی مقیاس می‌شود. آنها رفتار ریزساختاری تحت تأثیر پرتوهای کششی یا عرضی را بر اساس مدل‌های مکانیکی دوره ای نشان می‌دهند. برای مدول یانگ E، پوسته پوسته شدن ایده‌آل تحت سلطه کشش با چگالی ρ، از قانون تناسبی E∝ρ پیروی می‌کند، در حالی که فوم‌های تصادفی رایج، از قانون درجه دوم E∝ρ۲ پیروی می‌کنند، در غیر این صورت با رفتار خمشی پرتوی عرضی در ارتباط است. در چگالی‌های فوق سبک، کاهش بیشتر قانون پوسته پوسته شدن مکعب E∝ρ۳ رایج است، مانند آئروژل‌ها و کامپوزیت‌های آئروژل.
وابستگی پوسته‌پوسته شدن به هندسه در مواد مبتنی بر شبکه دوره‌ای دیده می‌شود که دارای مقیاس تقریباً ایده‌آل E∝ρ، با اتصال گره بالا نسبت به فوم‌های تصادفی هستند. این ساختارها قبلاً فقط در مواد مهندسی نسبتاً متراکم اجرا می‌شدند. برای رژیم فوق سبک، پوسته پوسته شدن E∝ρ۲ که در مواد سلولی تصادفی متراکم‌تر دیده می‌شود، برای ریزشبکه‌های نیکل لوله‌ای آبکاری شده، و همچنین فوم‌های تصادفی سلول باز مبتنی بر کربن، از جمله آئروگرافیت میکرولوله‌ای کربنی و چوب پنبه گرافنی اعمال می‌شود.

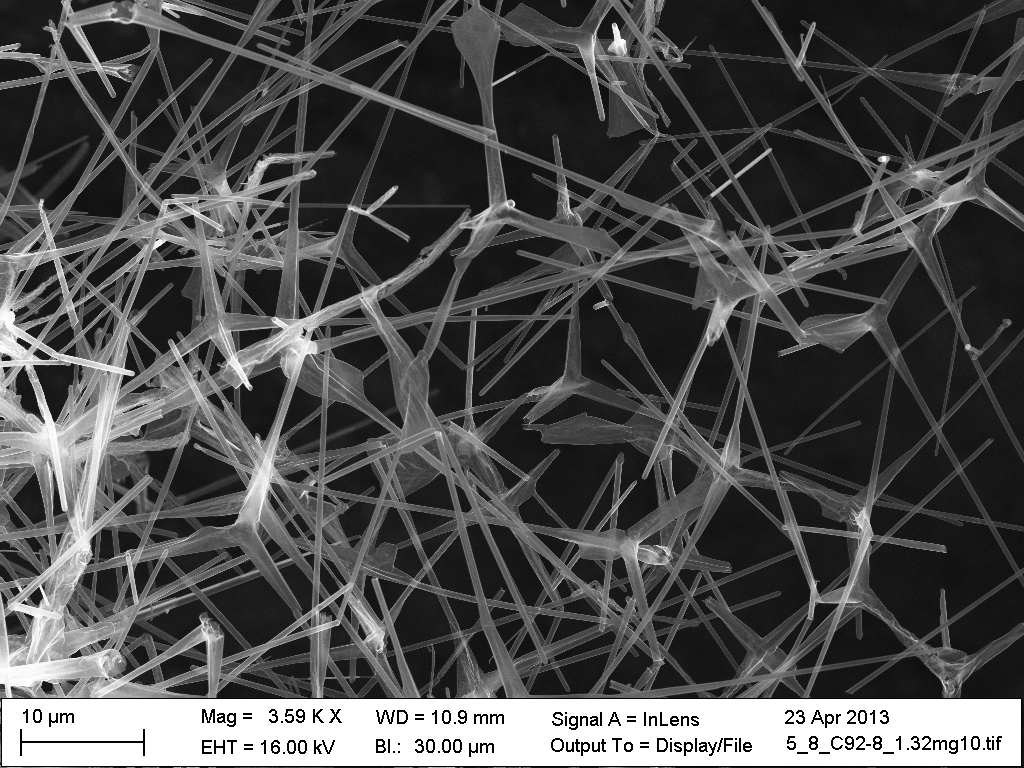
نمونه‌ای از ساختار داخلی یک پوسته گرافیت بسته از نوع آئروگرافیت

## طرح
سفت‌تر و قوی‌تر کردن اتصالات نسبت به اعضای پایه به این معنی است که پاسخ تنش توسط پایه‌ها کنترل می‌شود. گسترش روش‌های مقیاس‌بندی ابعادی برای مشتمل شدن اتصالات نشان می‌دهد که هزینه چگالی جرمی اتصالات قوی که با سطح مقطع ستون‌بندی مقیاس می‌شود، برای مواد فوق‌سبک پایین تا حدی پایین است که قطر پایه بر مقیاس‌بندی چگالی جرم غلبه می‌کند. چگالی نسبی (ρ/ρs) این مواد، مجموع سهم چگالی نسبی اعضای پایه (ρm/ρs) و سهم چگالی نسبی اتصالات (ρc/ρs) است. اعضای پایه دارای ضخامت t و طول l هستند. اتصالات نیروها را از طریق تماس‌های سطحی باربر منتقل می‌کنند، که مستلزم آن است که ابعاد مشخصه اتصالات با سطح مقطع اعضای پایه متصل شده، t2 همسان شود، زیرا این بعد حداکثر تنش قابل انتقال از طریق اتصال را تعیین می‌کند.
این تعاریف، یک رابطهٔ مقیاس بندی مکعبی بین سهم جرمی نسبی اتصالات و نسبت ضخامت پایه به طول را نشان می‌دهد (ρc/ρs ∝ Cc(t/l)3، که در آن Cc ثابت سهم اتصال است که با هندسه شبکه تعیین می‌گردد). سهم چگالی نسبی پایه‌ها به‌طور درجه دوم با نسبت ضخامت به طول پایه‌ها ((ρm/ρs ∝ Cm (t/l)2)، که با ادبیات مواد سلولی قدیمی مطابقت دارد، مقیاس می‌شود. خواص مکانیکی (مانند مدول و استحکام) با چگالی نسبی کلی مقیاس می‌شوند، که به نوبه خودشان در درجهٔ اول با توجه به اینکه ثابت‌های هندسی Cc و Cm دارای مرتبه بزرگی برابری هستند [ρ/ρs ∝ Cc (t/l)3 + Cm (t/l)2] با پایه مقیاس می‌شوند نه با اتصال. هزینه چگالی اتصالات مکانیکی، با افزایش یافتن باریکی اعضای پایه (کاهش یافتن t/l) و کاهش یافتن چگالی نسبی، کاهش می‌یابد.
کاشی کاری قسمت‌های صلیب شکل، ساختار شبکه را تشکیل می‌دهد. در هر بخشی چهار عضو پایه به هم چسبیده به یک گره مرکزی محلی، و یک پایه به چهار گره محیطی کمک می‌کند. یک گیرهٔ برشی که از طریق چهار سوراخ اتصال همزمان وارد شده‌است، سلول‌ها را به هم متصل می‌کند.
هر سلول شامل تیرهای کامپوزیت فیبر همتراز و سوراخ‌های باربر فیبر حلقه‌دار است که به‌طور برگشت‌پذیر به هم متصل می‌شوند تا شبکه‌های پرکننده حجم را تشکیل دهند. سلول‌های تولید انبوه را می‌توان برای پر کردن اشکال ساختاری دلخواه، با وضوح تعیین شده توسط مقیاس قطعه ای که با تغییرپذیری تنش مرزی برنامه مطابقت دارد. ماهیت دوره ای مجموعه‌ها، تحلیل و پیشبینی رفتار را ساده می‌کند.

### هندسه مکعبی

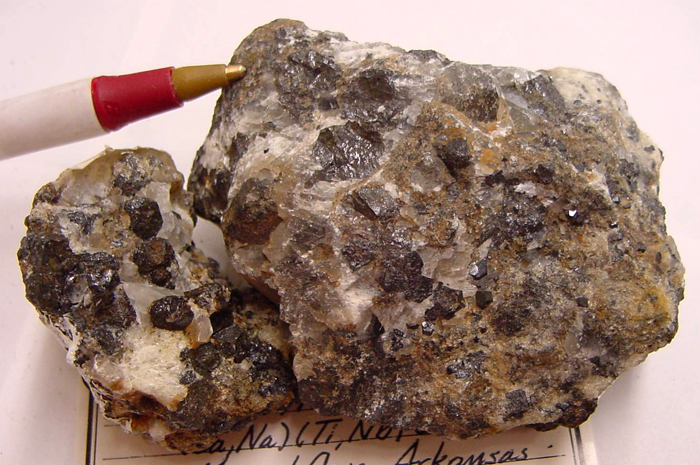
پروسکایت

مشابه ساختار معدنی پروسکایت، یک شبکهٔ مکعبی «مکعب» از هشت وجهی‌های متصل به رأس، یک سلول واحد چند وجهی منظم را فراهم می‌کند که معیار صلبیت ماکسول را تأمین می‌کند. و دارای عدد هم آرایی z برابر با هشت است. وابسته بودن چگالی نسبی به عدد هم آرایی، نسبت به وابسته بودن آن به قطر پایه، کوچک است. پیچیدن الیاف تقویت کننده اطراف سوراخ‌های اتصال، ظرفیت تحمل بار آنها را بهینه می‌کند، در حالی که آنها را به پایه‌هایی متصل می‌کند که خودشان جهت‌گیری فیبر تک محوری را حفظ می‌کنند.

## مقایسه با مواد کامپوزیت قدیمی
مواد کامپوزیتی تقویت شده با فیبر کربن می‌توانند با کاهش وزن سازه برای استحکام و سختی مورد نیاز، کارایی را در سیستم‌های مهندسی شده (به عنوان مثال، بدنه هواپیما) بهبود ببخشند. اما چالش‌هایی را با ساخت و تأیید ایجاد می‌کنند. اجزای کامپوزیتی با کارایی بالا از الیاف پیوسته زیادی استفاده می‌کنند که شکل یک جزء را در بر می‌گیرند و در یک ماتریس رزینی تعبیه شده‌اند. چنین قطعاتی معمولاً به ابزار سفارشی، قرارگیری تحت فشار برای یکپارچه سازی و پخت حرارتی نیازمند هستند. پیوستن به چنین قطعاتی، پیچیدگی و آسیب‌پذیری‌های ساختاری را اضافه می‌کند.
RCCM، نیازمندی به ابزارهای سفارشی را حذف می‌کند زیرا قطعات می‌توانند به‌طور تدریجی اضافه/حذف شوند. ساخت، تغییر، تعمیر و استفاده مجدد آن‌ها، همگی می‌توانند از یک فرایند پیوندی برگشت‌پذیر استفاده کنند. عناصر ناهمگن می‌توانند در ساختارهایی با توابع تعیین شده توسط قرارگیری نسبی آنها، گنجانده شوند. مونتاژ دقیق کامپوزیت‌های سلولی گسسته، خواص و عملکرد جدیدی را ارائه می‌دهد که با جایگزین‌های نظیر رسوب گذاری یا حذف مداوم مواد در دسترس نیست.